# Lövångers kyrka
Lövångers kyrka är en kyrkobyggnad i Lövånger. Den är församlingskyrka i Lövångers församling i Luleå stift.

## Kyrkobyggnaden
Kyrkan uppfördes omkring år 1500 och ersatte troligen en äldre kyrkobyggnad. Nuvarande kyrka har en stomme av gråsten och består av ett rektangulärt långhus med rakt avslutat kor i öster. Norr om koret finns en vidbyggd sakristia och vid långhusets sydvästra sida ett vidbyggt vapenhus.

## Inventarier
- Predikstolen är tillverkad 1674 och inköpt 1756 av Munktorps församling.
- Läktarorgeln byggdes 1967 av Grönlunds Orgelbyggeri AB, Gammelstad.

| Man I. Ryggpositiv  | Man II. Huvudverk   | Man III. Bröstverk (sv) | Pedal            | Koppel |
| ------------------- | ------------------- | ----------------------- | ---------------- | ------ |
| Rörflöjt 8'         | Principal 8'        | Gedackt 8'              | Subbas 16'       | III/II |
| Principal 4'        | Gedackt 8'          | Rörflöjt 4'             | Oktava 8'        | I/II   |
| Gedacktflöjt 4'     | Oktava 4'           | Principal 2'            | Gedacktpommer 8' | III/P  |
| Gemshorn 2'         | Spetsflöjt 4'       | Kvinta 1 1/3'           | Oktava 4'        | II/P   |
| Scharf 3 chor       | Kvinta 2 2/3'       | Sifflöjt 1'             | Kvintadena 2'    | I/P    |
| Sesquialtera 2 chor | Oktava 2'           | Cymbel 2 chor           | Mixtur 4 chor    |        |
| Dulcian 8'          | Mixtur 4-5 chor     | Krumhorn 8'             | Fagott 16'       |        |
| Tremulant           | Trumpet 8' (spansk) | Tremulant               | Skalmeja 4'      |        |

## Bilder

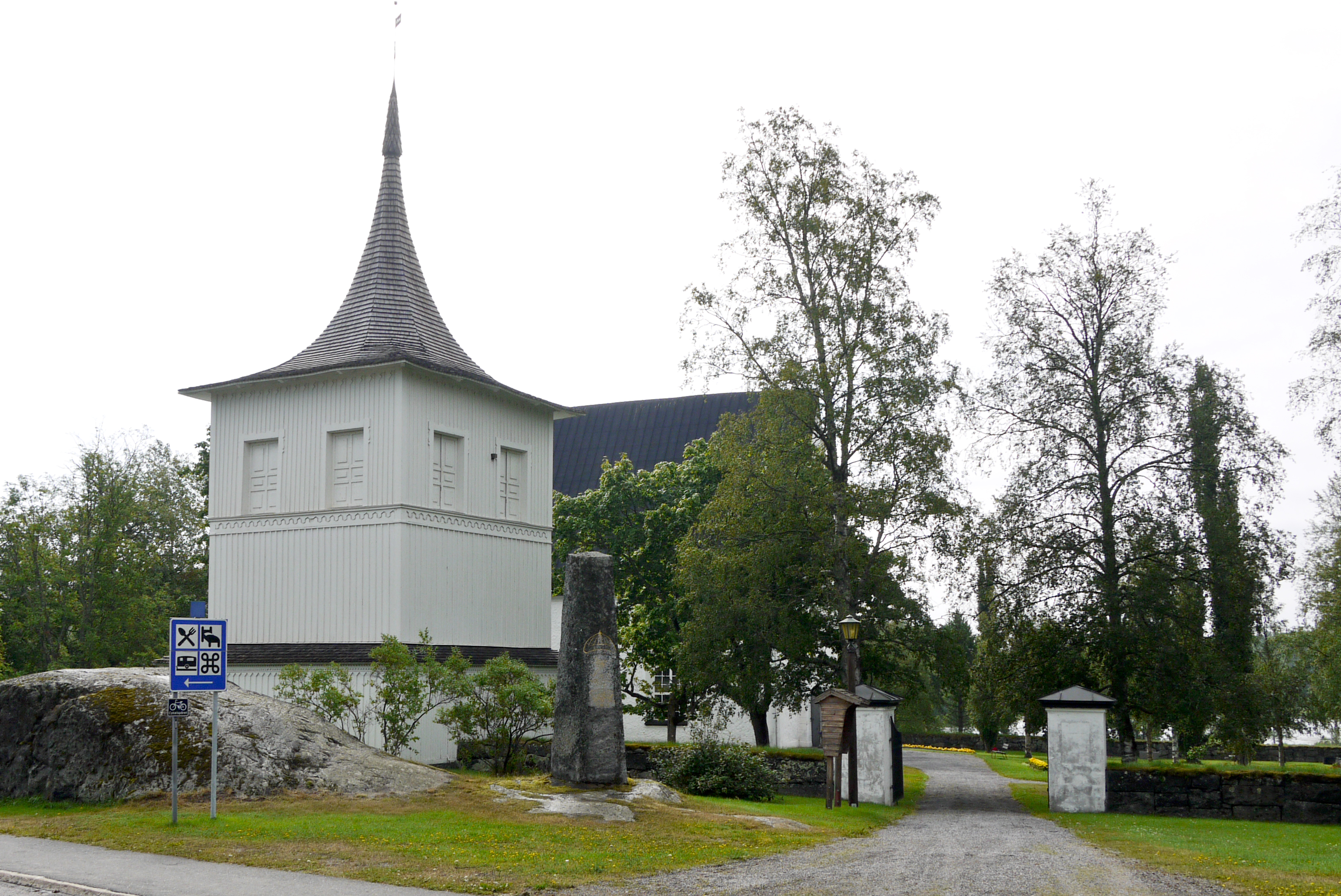
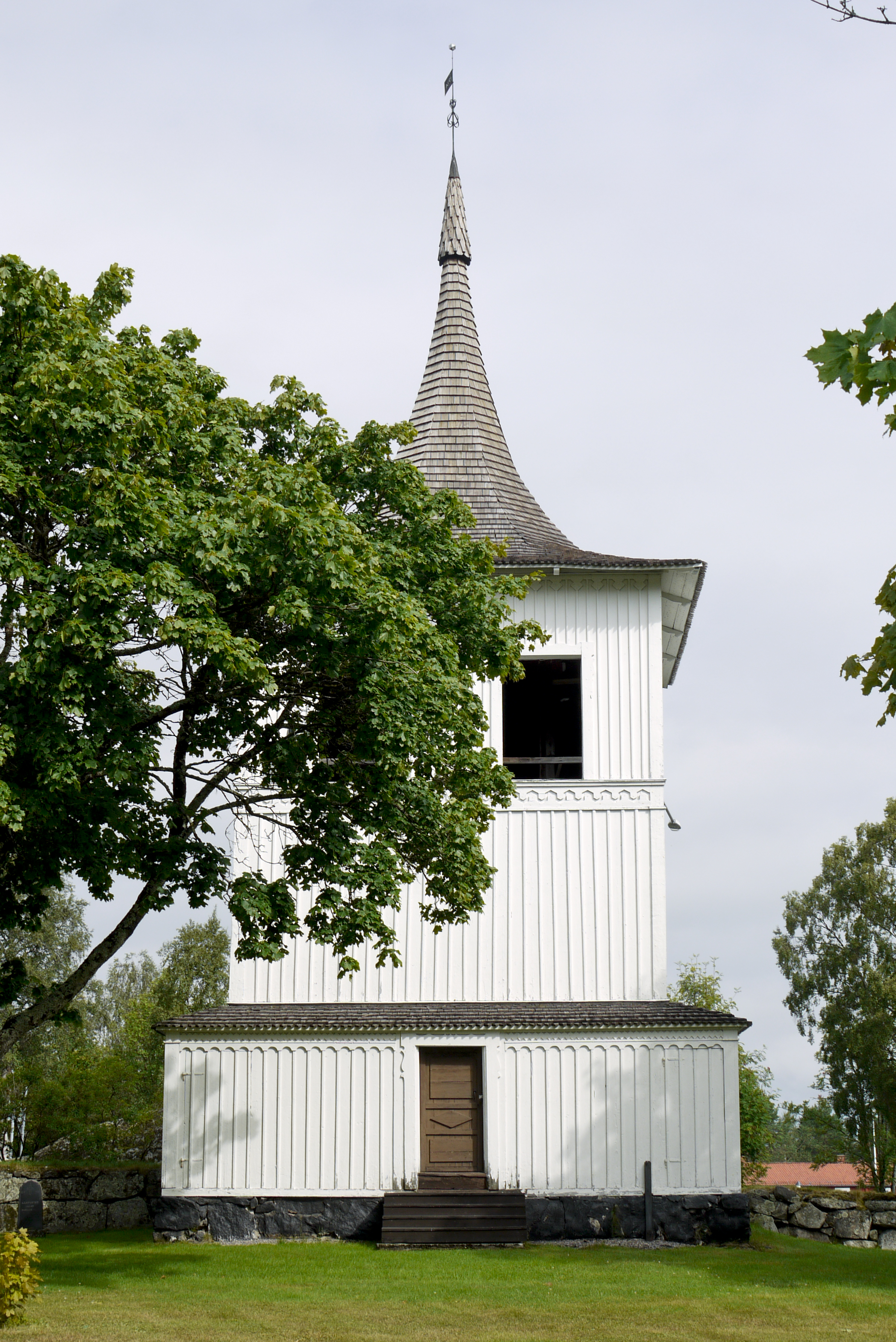
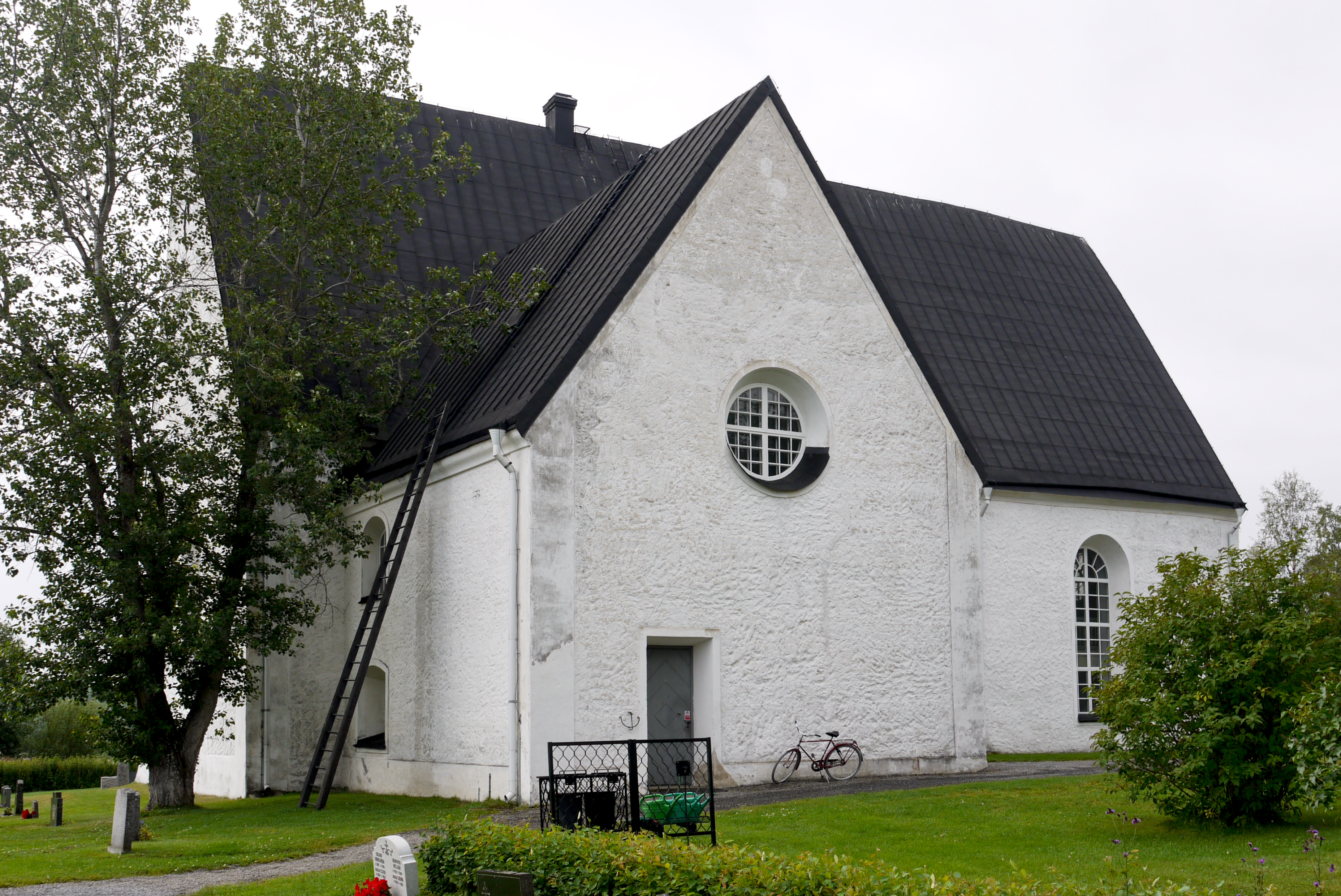